# Marina militare egizia
La marina militare egizia ha una storia molto vasta, antica quasi quanto la nazione stessa. Le migliori fonti sul tipo di navi utilizzate e sui loro scopi provengono dai rilievi dei vari templi religiosi sparsi in tutto l'Antico Egitto. Mentre le prime navi utilizzate per navigare sul Nilo erano spesso fatte di canne, quelle utilizzate per la navigazione marittima erano realizzate in legno di cedro del Libano fornito ai faraoni da Biblo ed altre città-stato del Levante.
Dall'Antico Regno (2700−2192 a.C.) al principio del Nuovo Regno (1550−1069 a.C.), la marina degli antichi egizi dispiegò una variegata tipologia di mansioni operative (trasporto rifornimenti, trasporto truppe e guerra anfibia), tanto da essere oggi da taluni considerata la prima vera marina militare della storia, ma quasi solamente per il teatro bellico nilotico. La massiccia riorganizzazione dell'esercito nel Nuovo Regno e l'aggressiva politica estera perseguita da quei faraoni, aprì il teatro di operazioni del Mar Mediterraneo alla marina egizia che divenne sempre più cruciale nel mantenere il potere e l'influenza egizia all'estero. Il punto di svolta fu segnato dalla dinastia Thutmoside, al punto che Thutmose III, avendo compreso l'importanza d'una veloce ed efficiente gestione del supporto militare per collegare le sue basi nel Levante ed in Siria con la madrepatria, fece costruire il celebre cantiere navale di Menfi. Fondamentale fu poi l'uso della marina militare per la difesa dell'Egitto dai Popoli del Mare da parte di Ramses III.

## Organizzazione

### Le navi

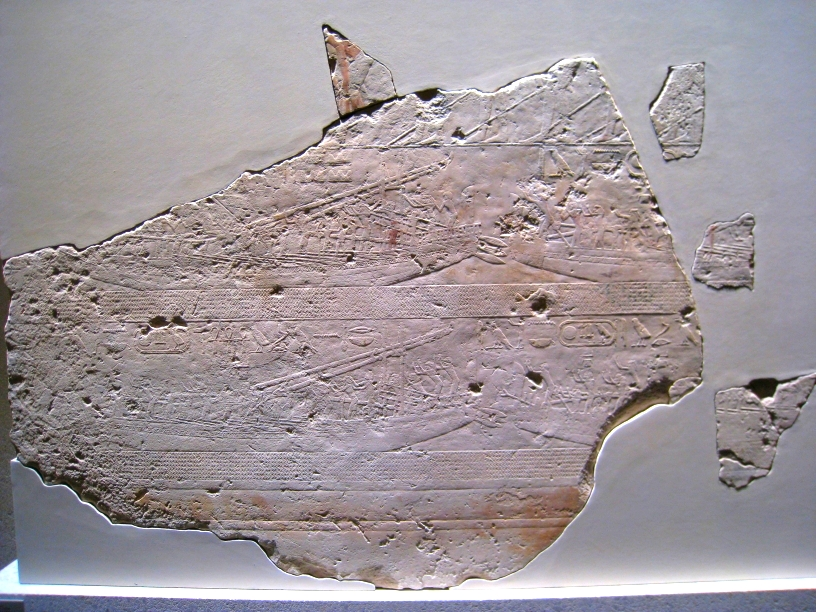
Le navi del faraone Sahura al rientro dal Levante - rilievi dal suo complesso funerario.

I primitivi natanti egizi, già raffigurati sulle ceramiche Naqada II (3500−3200 a.C.), erano costruiti con canne di giunco/papiro ma si trattava di veicoli del tutto inadatti alla navigazione nel Mar Rosso o nel Mar Mediterraneo, destinati unicamente all'impiego domestico nelle acque del Nilo. Per la realizzazione di navi destinate alle acque mediterranee, l'Antico Egitto dipendeva dalla fornitura di materie prime (es. il legno di cedro del Libano) dall'estero: es. da Biblo (egy. Kebny), importante porto del Levante con il quale i faraoni intrattenevano relazioni commerciali dai tempi della I Dinastia; Sidone (egy. Djedouna); Tiro; ecc. Per la realizzazione dei natanti indigeni era molto diffuso il ricorso al legname d'acacia.
Nell'Antico Regno (2700−2192 a.C.), regnante il faraone Sahura (... – 2490 a.C.), abbiamo le «prime raffigurazioni definitive di navi marittime in Egitto» alcune delle quali dovevano essere lunghe 100 cubiti, ovvero circa 50 metri (160 ft), i.e. la misura delle navi che, secondo la c.d. "Pietra di Palermo", già il faraone Snefru (... – 2609 a.C.) avrebbe fatto costruire. I rilievi di Sahura sono sufficientemente dettagliati da mostrare che all'epoca venivano costruite barche specializzate di destinazione militare e d'addestramento, rappresentano usi specifici del cordame di bordo (es. capriata), permettono stime precise sulla cantieristica (es. bordo libero a metà nave di 1 m per i navigli marittimi) e rivelano che, all'epoca, l'albero era bipede, rassomigliante cioè una "Y" rovesciata. Si trattava, stando alle ricostruzioni grafiche oggi disponibili, di natanti comunque ancora primitivi, con un'opera morta caratterizzata da grandi spazi inutilizzati nella prua e nella poppa, molto lontani dalla raffinata architettura navale della pentecontera fenicia tanto quanto delle navi da guerra thutmosidi/ramessidi.

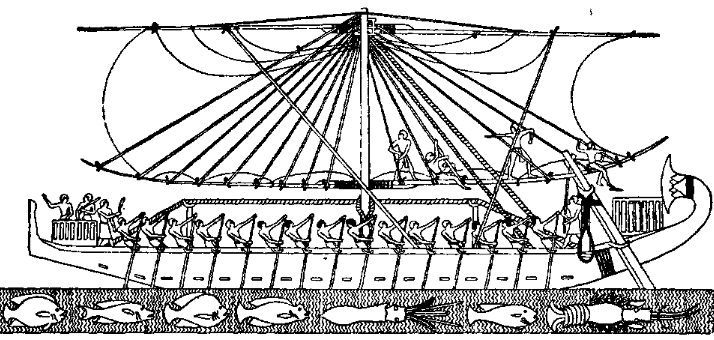
Nave egizia nelle acque del Mar Rosso - ill. dai rilievi del Tempio funerario di Hatshepsut a Deir el-Bahari.

Nel Medio Regno (2055−1790 a.C.) al tempo della XII Dinastia, la cantieristica egizia era ormai in grado di produrre natanti come le c.d. "Barche di Dahshur" che accompagnarono il corpo del faraone Sesostri III (... – 1846 a.C.), il conquistatore della Nubia, alla sua piramide: barche in legno di cedro assemblate con giunti a coda di rondine e non più a tenone e mortasa (accorgimento comunque utilizzato per il dritto di prua e di poppa), richiamanti nella struttura oltre che nella foggia le ruggar oggi ancora in uso nel Suda.
Nel Nuovo Regno (1550−1069 a.C.), gli egizi padroneggiavano ormai la navigazione anche nel Mediterraneo e disponevano di legni ormai ben specializzati. Le navi inviate dalla regina Hatshepsut (r. 1478–1458 a.C.) nella celebre spedizione verso il Paese di Punt (i.e. il Corno d'Africa) attraverso il Mar Rosso erano lunghe 70 piedi (21 m), piccole rispetto ai colossi di Snefru e Sahura ma certamente più avanzate quanto a linea e manovrabilità. Al tempo della sua guerra contro i Popoli del Mare, Ramses III (r. 1186–1155 a.C.) schierò navi molto simili a quelle che vediamo nei rilievi del Tempio funerario di Hatshepsut: ad un solo albero armato con una vela quadra; due timoni a remo; 30-50 vogatori; stazza stimata in 70–80 tonnellate (69–79 long ton; 77–88 short ton); un cassero/castello o simil tale posizionato sia a prua sia a poppa ed una prua orizzontale, forse un ariete, che accenna già al successivo rostro tipico delle navi da guerra dell'Antichità (nella fattispecie, la prua delle navi ramessidi era decorata da una testa di leone con un cranio umano tra le fauci).

### Porti e cantieri
La produzione delle navi nilotiche era affidata dai faraoni a cantieri sparsi sul territorio egizio in merito ai quali non abbiamo puntuali informazioni. Data la dipendenza obbligata degli egizi dal fiume sacro, è lecito supporre che ogni grande città egizia, non a caso costruita a ridosso delle rive del Nilo o nelle immediate vicinanze, disponesse di propri cantieri navali: es. sappiamo oggi con certezza che esistevano cantieri navali presso la capitale imperiale di Abido; tanto quanto darsene, canali e squeri che collegavano al Nilo i grandi complessi templari e funerari come il sopracitato sito di Sesostri III a Dahshur.

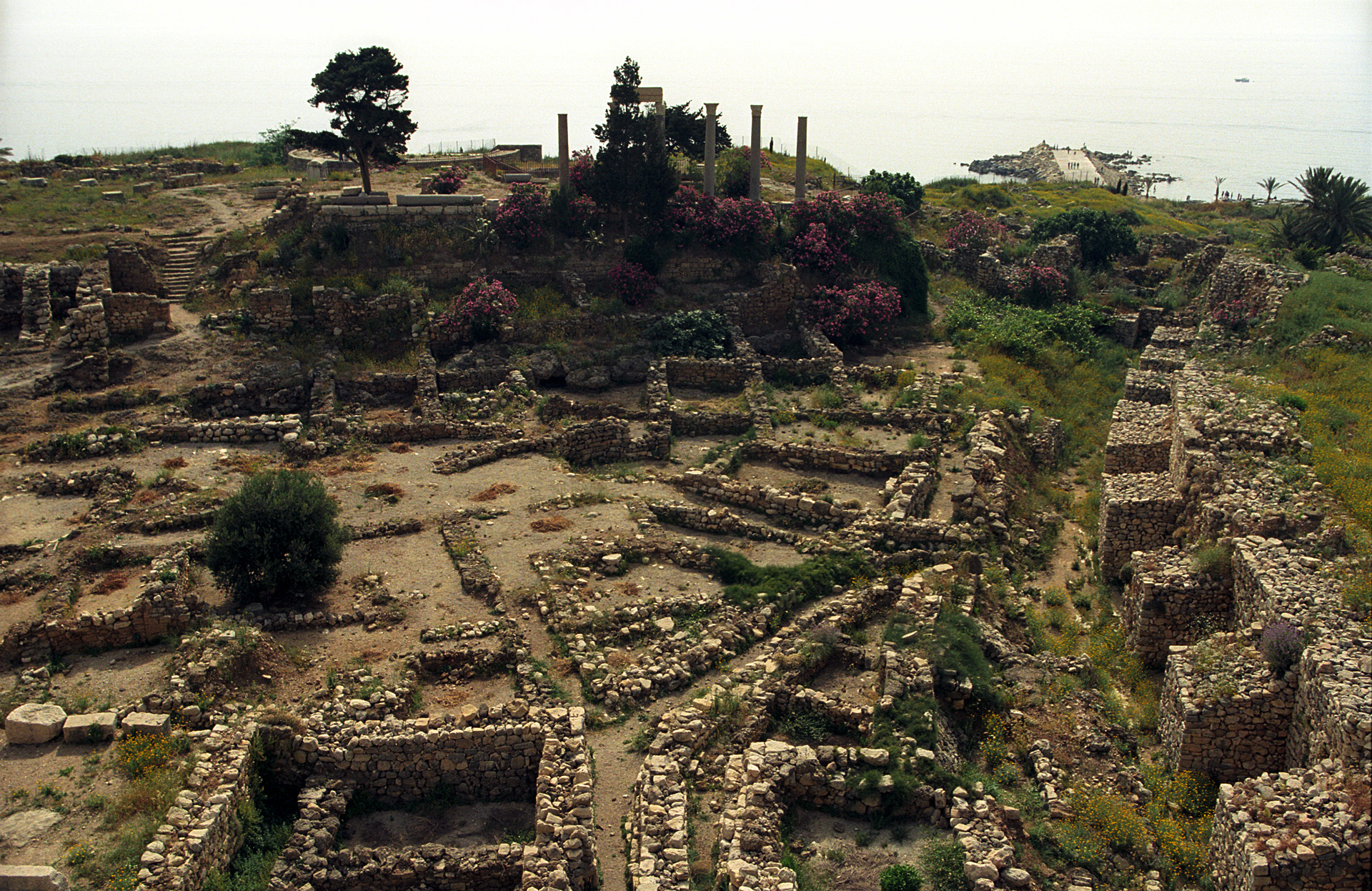
L'antica città-stato levantina di Biblo fornì per secoli ai faraoni navi capaci di affrontare le acque del Mediterraneo.

Sempre dai territori dell'impero provenivano le navi utilizzate per la navigazione nel Mar Rosso: es. Wadi al-Jarf, il più antico porto marittimo del mondo, risalente alla IV Dinastia (2620−2500 a.C.); Mersa Gawasis (egy. Saww), da dove salpò la flotta, costruita nel Uadi Hammamat (collegante il Nilo con il Mar Rosso), che Mentuhotep III (r. 2013−2005 a.C.) inviò nel Punt al comando del suo maggiordomo Henenu; ecc.
Nei tempi antichi, il faraone s'affidava ai cantieri navali degli stati marinari con cui commerciava per la fornitura di navi, comportandosi cioè come altri monarchi del Vicino Oriente antico (es. l'Impero assiro) che, sprovvisti di una solida tradizione marinaresca, s'appoggiavano ai popoli più avvezzi al mare. Il riferimento, nelle fonti egizie, alle "navi di Biblo", natanti destinati alle acque del mare e non del Nilo, ci testimonia il ricorso dei faraoni al centro levantino non solo per la fornitura di legname bensì anche di veicoli completi.
Solo al tempo del Nuovo Regno, l'Egitto parve attrezzarsi di grandi cantieri navali "marittimi" propri, attrezzando a tal fine il celebre porto di Menfi, ma non fu comunque una cosa immediata. Le informazioni contenute nelle lettere di Amarna comprendono la richiesta del faraone Akhenaton (r. 1351–1334 a.C.) di navi al re di Cipro tanto quanto all'onnipresente Biblo, a riprova di una persistente (seppur non debilitante) dipendenza dell'Egitto da cantieri navali stranieri. Oltre un secolo prima di Akhenaton, la summenzionata Hatshepsut, figlia di Thutmose I e reggente per conto del nipote Thutmose III, aveva a sua volta varato una flotta verso il Punt partita sempre da Mersa Gawais.
Ad oggi non sappiamo se gli egizi, come avrebbero fatto successivamente i Fenici (v.si Arsenale di Cartagine), avessero organizzato degli arsenali marittimi propriamente detti per la loro flotta da guerra, seppur la cosa, alla luce del crescente numero d'informazioni che confermano la vocazione marinaresca dei faraoni, sia tutt'altro che improbabile. Interessante, in questo senso, sarebbe approfondire l'effettiva destinazione d'uso dell'enorme darsena artificiale di Birket Habu (Tebe) limitrofa al complesso templare del thutmoside Amenofi III (r. 1388−1350 a.C.).

### Gli equipaggi

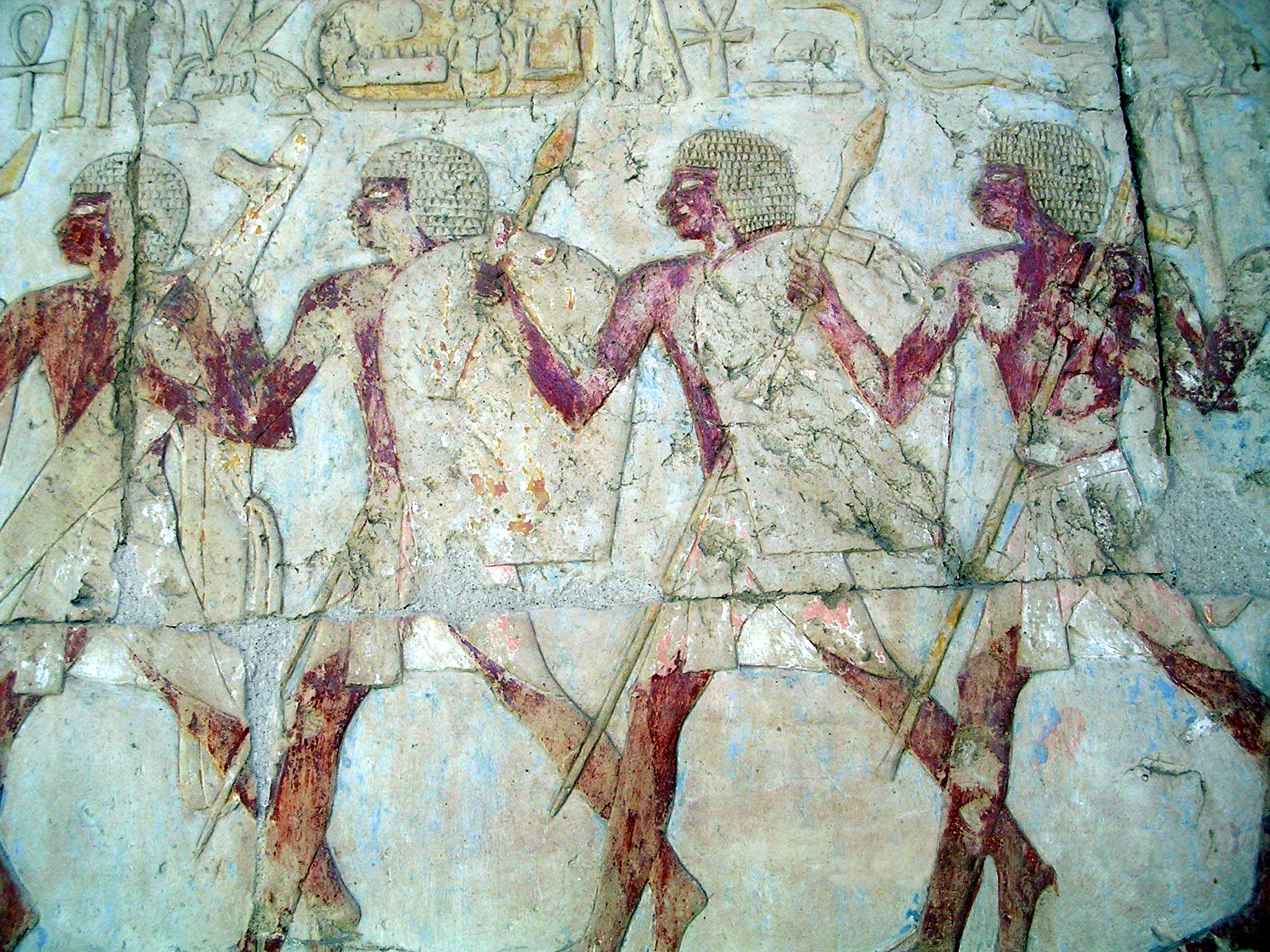
I fanti armati di giavellotto, scure e scudo sbarcati da Hatshepsut in Nubia - rilievo del Tempio funerario di Hatshepsut.

Come avvenne per l'Occidente (es. l'Antica Grecia o Roma), anche nell'Antico Egitto la gestione della marina comportò lo sviluppo di un'organizzazione sistemica, di titoli e ruoli tanto quanto di una terminologia. Tuttavia, a differenza delle marine occidentali (antiche quanto moderne), non fu mai fatta una vera distinzione, dai faraoni, tra esercito e marina. Gli alti ufficiali che guidarono le battaglie e le campagne delle Due Terre comandavano pertanto entrambe le forze (marina ed esercito) come un unico corpus né, in generale, esistevano ranghi di ufficiali e sottufficiali destinati precipuamente alla marina.
Le prove in nostro possesso supportano la tesi che l'esercito egizio, pur noto per la presenza tra i suoi ranghi di apposite truppe scelte (es. i Medjay), non disponesse di truppe di fanteria di marina vera e propria e che l'abbordaggio fosse affidato ai marinai, da intendersi quindi come marinai-soldati. Apparentemente non una classe guerriera distinta, questi marinai-soldato potevano comunque far carriera nell'esercito, come avvenne per Ahmose figlio di Abana, veterano di lungo corso (inizialmente marinaio-soldato) sotto tre faraoni della XVIII Dinastia (1543−1292 a.C.), alla cui autobiografia funeraria dobbiamo molte informazioni sulle guerre anfibie tra egizi ed hyksos (v.si seguito).
Le basi di reclutamento di questi marinai-soldati, proprio in ragione della più volte citata dipendenza degli egizi dal Nilo, fu sicuramente estesa alla totalità del regno, in ragione del fatto che la quasi totalità dei centri abitati e comunque i più popolosi si trovavano presso le acque del grande fiume ed ospitavano sicuramente ampie comunità di pescatori, barcaioli, traghettatori, ecc.

## Storia

Mappa dell'Antico Egitto, con le città più importanti e i siti del periodo dinastico (3150 - 30 a.C.), tutti nelle immediate vicinanze Nilo, grande veicolo di spostamento di merci e uomini e quindi di truppe.

La civiltà egizia fiorì lungo la Valle del Nilo, dal Delta, nel Mar Mediterraneo, a nord fino alle Cateratte, presso l'attuale confine tra Egitto e Sudan, a sud: un dominio con un'estensione totale di circa 1 000 chilometri (620 mi), organizzato in 42 distretti (egy. sepat, i nomoi greci): 22 nell'Alto Egitto e 20 nel Basso Egitto (i.e. la regione del Delta). Benché il territorio fosse molto più vasto, comprendendo anche gran parte del deserto libico-nubiano, gli insediamenti umani, fin dai tempi più remoti, si svilupparono solo nella stretta fascia verdeggiante, a ridosso delle rive del fiume, larga, in alcuni punti, anche solo poche centinaia di metri. Intrinsecamente legata al Nilo, la cultura degli egizi non poté esimersi dallo sviluppare un rapporto se non obbligato quanto meno frequente con l'acqua e la marineria, seppur per diversi secoli essa fu prettamente marineria fluviale.
L'impiego bellico delle navi da parte degli egizi è attestato già alla fase Naqada II del Periodo Predinastico (3900−3150 a.C.) grazie alle incisioni sul manico di coltello d'avorio di Gebel el-Arak (inv. E11517 del Louvre), seppur non sia chiaro quale fosse l'effettiva funzione dei natanti negli scontri descritti ivi come in alcune pitture funerarie del medesimo periodo. Comunque è lecito supporre, come fece Cottrell, che così come l'esercito dei primi faraoni si compose delle truppe fornite dai vari nomarchi sottomessi al Figlio di Ra, lo stesso potrebbe essere avvenuto con la flotta regia, originata dall'accorpamento di natanti utilizzati dai nomarchi nelle loro guerre "distrettuali".
Sono anzitutto le raffigurazioni funerarie, sin dall'Antico Regno (2700−2192 a.C.), a riportarci un gran numero di scene con barche e navi ed a dipingere sotto i nostri occhi il Nilo di allora come una vera e propria autostrada di uomini, materiali e rifornimenti veicolati dai natanti.
La sopracitata e ben attestata relazione, anzitutto commerciale, tra gli egizi ed i levantini di Biblo, Sidone e Tiro giocò un ruolo chiaramente importante nello sviluppo di una marineria propriamente detta, non ultimo anche in ragione del fatto che i floridi porti del litorale siro-cananita attiravano anche le navi di altre culture straniere di ben nota vocazione marinaresca: Minoici e Micenei, Ciprioti, ecc.
La già citate navi lunghe 100 cubiti di Snefru, fondatore della IV Dinastia (2620–2500 a.C.), erano poi legni chiaramente destinati ad un uso marittimo e non nilotico, realizzati per adempiere alla necessità di raggiungere via mare il Sinai e le miniere di turchesi, bene particolarmente caro ai faraoni, ivi custodite.
Al tempo della V Dinastia (2500–2350 a.C.), regnante il sopracitato Sahura, l'attività marinaresca egizia era già florida: commerci navali con il Levante ed il Sinai; lo sbarco di truppe nel Levante; la prima spedizione verso il Punt varata con buona probabilità dal porto di Mersa Gawasis (da cui sarebbero salpate le successive); la minaccia di pirati (prob. epiroti) attivi nel Delta; la summenzionata presenza di grandi navi tra i rilievi del tempio funerario del faraone; ecc. Supporre che in un simile contesto gli egizi non avessero già organizzato una propria forza bellica navale sarebbe quanto meno irresponsabile.
L'impiego della marina per il trasporto di truppe si ripeté durante la VI Dinastia (2350–2190 a.C.).
Durante il Medio Regno (2055−1790 a.C.), la marina giocò un ruolo fondamentale nella sottomissione della Nubia (egy. K3š) e nella gestione della locale rete di fortezze limitanee che i faraoni, come il summenzionato Sesostri III, dovettero erigervi (v.si seguito). Si trattò, chiaramente, della marina nilotica ma, per contro, i viaggi in mare di lunga percorrenza, fondamentalmente verso il Punt, era a quel tempo così consueti che uno dei testi letterari antico egiziani a noi noti, datato alla XII o XIII Dinastia, Il racconto del naufrago, narra le disavventure d'un mercante naufragato mentre traversava il Mar Rosso verso le ricche terre meridionali.
Come per il resto delle forze militari egizie, anche per la marina militare il Nuovo Regno coincise con il raggiungimento dell'apogeo tecnologico e strutturale. La summenzionata spedizione verso il Punt promossa da Hatshepsut testimonia l'ormai sicuro ricorso a legni d'altura da parte dei faraoni. Il punto di svolta fu segnato dalla stato di guerra semi-permanente che la dinastia Ramesside (XIX e XX Dinastia) dovette combattere contro i sopracitati Popoli del Mare, un'eterogenea confederazione di popoli dell'Europa meridionale (fond. provenienti dall'Egeo) che, al Collasso dell'Età del Bronzo calarono attraverso il Mediterraneo orientale a più ondate verso l'Egitto, la Siria e l'Anatolia. Affrontare la brulicante minaccia di queste orde di pirati, paragonate ad una letale combinazione tra Unni e Vichinghi, fu per gli egizi una sfida che li costrinse ad un tipo di guerra cui non erano abituati.

## Funzioni
Come anticipato nel precedente excursus storico, la marina militare dei faraoni ebbe quattro scopi principali:
1. trasporto truppe e rifornimenti;
2. trasporto prigionieri;
3. operazioni anfibie (sbarco truppe e supporto alle loro operazioni); e
4. combattimento marittimo vero e proprio (fond. abbordaggio).

### Trasporto
Il paesaggio egizio è tutt'oggi aspro e di difficile attraversamento, ad eccezione delle poche miglia che circondano l'alveo nilotico. Il ricorso al trasporto fluviale, anche a scopo bellico, fu pertanto quasi obbligato durante la storia della civiltà egizia, come ben testimoniatoci dalle fonti iconografiche. Servendosi delle navi, i faraoni potevano spostare le loro truppe su e giù lungo il Nilo (come anticipato sin dai tempi della VI Dinastia), per sedare ribellioni o respingere gli aggressori giunti dall'Ovest o dal Sud.

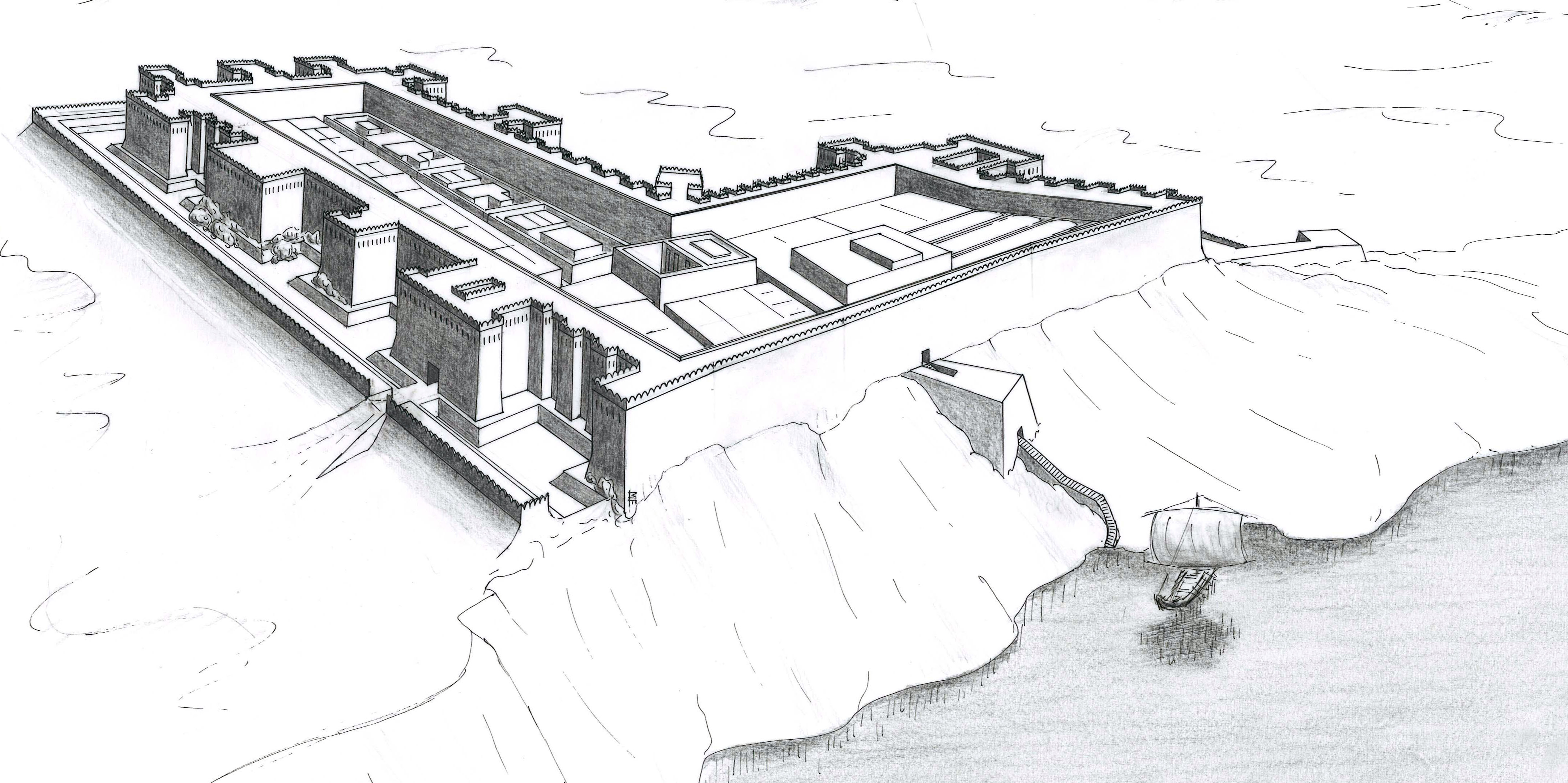
Ricostruzione grafica della Fortezza di Semna in Nubia.
É ben evidente la dipendenza del sito dal fiume quanto a rifornimenti.

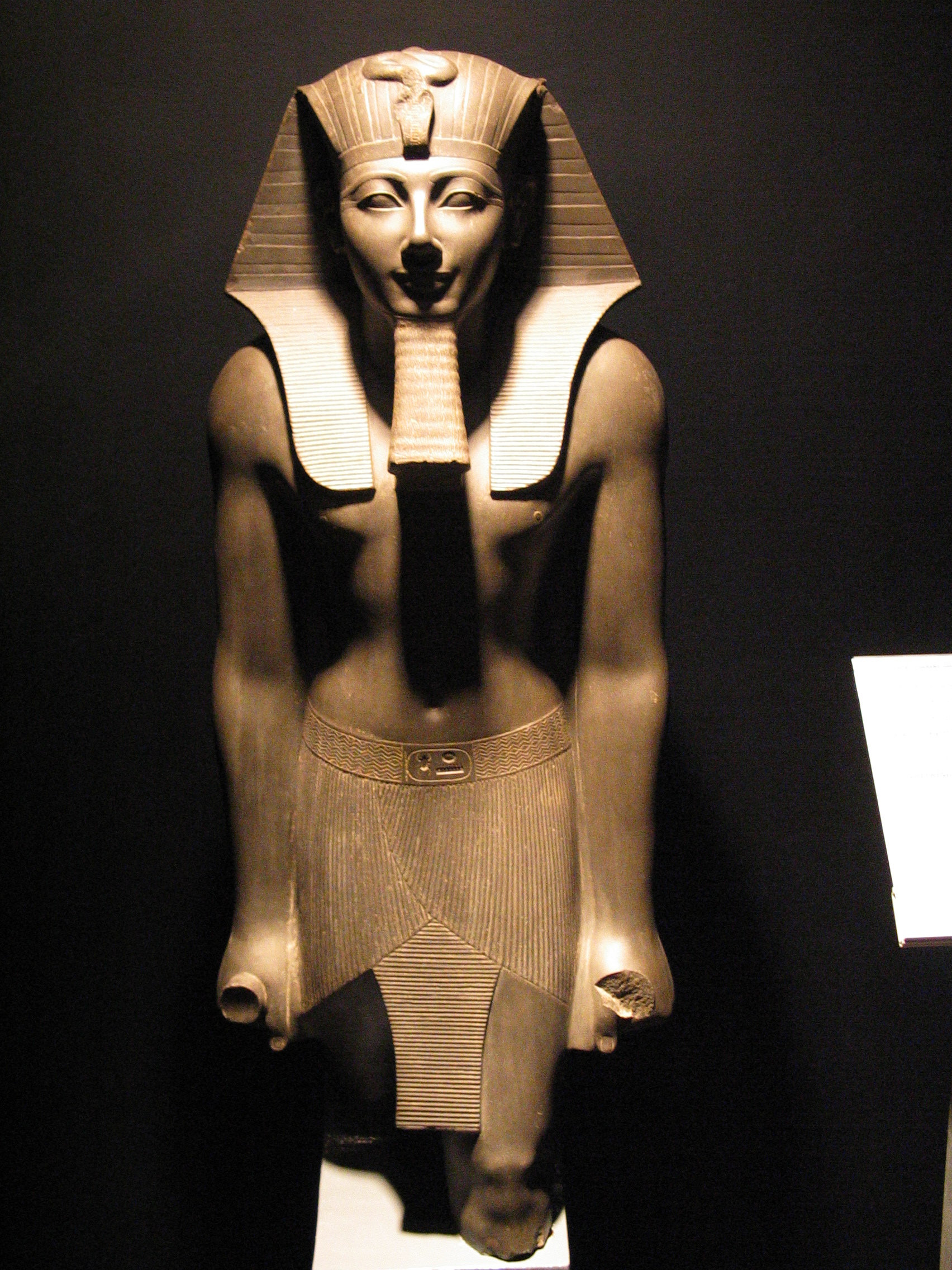
Thutmose III, creatore dell'impero egizio e grande interprete della guerra anfibia - statua in basalto al Museo di Luxor.

Il Nuovo Regno alla sua massima espansione "imperiale", nel 1450 a.C.
Il dominio dei faraoni si estese, grazie al supporto della marina, al Levante e al Corno d'Africa.

Soprattutto lungo la frontiera meridionale, con il Kush/Nubia (i.e. l'attuale Sudan), le navi erano fondamentali sia per lo spostamento di truppe sia per il rifornimento delle locali fortezze limitanee. L'espansione egizia in Nubia durante il Medio Regno principiò anzitutto con le spedizioni fluviali del summenzionato Mentuhotep III e culminò con l'occupazione dei territori sino alla Seconda Cateratta. I faraoni costruirono allora un sistema d'enormi castelli di mattoni nei territori occupati: es. Buhen; le rocche gemelle di Semna e Kumma; ecc. Collocati in aree raggiungibili agevolmente solo per via fluviale, questi avamposti facevano affidamento sulle razioni transnilotiche che ricevevano dai grandi centri di smistamento come Tebe e Karnak.
Nella gestione dei rapporti, soprattutto militari, con la Nubia, gli spostamenti lungo il Nilo furono sempre fondamentali: es. il summenzionato faraone Thutmose I (r. 1506−1493 a.C.), padre di Hatshepsut, si spostò a sud lungo il Nilo per sedare una rivolta nubiana, dopodiché ritornò a Tebe, sempre via fiume, con il cadavere del re nemico appeso alla prua della sua nave!
Durante il Nuovo Regno, il ricorso alle fortificazioni limitanee s'accrebbe, creando una teoria di castelli ed avamposti dal Delta al Levante (egy. Retenu) che gli egizi rifornirono con le navi costruite all'uopo nella summenzionata Menfi. La presenza militare dei faraoni nel Vicino Oriente fu attivamente supportata dal trasporto di truppe via mare: es. il già citato, faraone Thutmose III (r. 1457−1425 a.C.), il «Napoleone dell'antico Egitto», sbarcò direttamente con l'esercito nel Libano settentrionale per muovere alla volta della ribelle città di Qadeš, da lui ricondotta all'obbedienza. Il ruolo fondamentale giocato dalla flotta per il controllo del Retenu spinse Thutmose III, nella sua successiva campagna, a sottomettere tutte le città-marinare del Levante per controllarne i porti ed i cantieri e così garantirsi il necessario supporto logistico: es. presso la già citata Biblo, ormai occupata, il faraone si fece costruire una flotta con cui procedere alla guerra in Mesopotamia contro Mitanni.

### Operazioni anfibie
Il primo e più basilare impiego prettamente bellico dei natanti sono le operazioni anfibie, le operazioni militari offensive tramite cui si proietta, a mezzo natanti, potenza terrestre su di una zona di sbarco ostile o potenzialmente tale. Nello specifico, le navi assolvono al duplice compito di sbarcare i soldati e fornir loro supporto come il tiro d'artiglieria che, nei tempi antichi, era costituito dal tiro di proiettili, per mezzo di archi e/o frombole, effettuato dai rinforzi che restavano sulle navi mentre i fanti sbarcavano. Il ricorso a simili espedienti da parte degli eserciti dei faraoni, oltre che ben testimoniato dalle prove archeologiche, ben si allinea alla più che certa predilezione degli egizi per l'arco quale arma fondamentale e risolutiva nei loro scontri.
I rilievi di Medinet Habu, raffiguranti la celebre "Battaglia del Delta del Nilo" vinta da Ramses III contro i Popoli del mare, forniscono un'importante prova visiva di questa tipologia di combattimento. Nei registri del grande rilievo vediamo le navi egizie, piccole e manovrabili, che scivolavano tra la flotta nemica non solo per abbordarne le navi (v.si seguito) ma anche per bersagliare con i loro proiettili i nemici che avanzavano lungo le sponde paludose del fiume. Un simile impiego della forza navale era sfruttato anche nell'assalto alle grandi città portuali, es. nel corso del Secondo periodo intermedio (1650−1550 a.C.), caratterizzato da molte operazioni di guerra anfibia nella regione del Delta come la celebre, decennale campagna per la riconquista egizia della capitale hyksos di Avaris ad opera della XVII Dinastia di Tebe.
La vetta nelle operazioni anfibie egizie venne toccata sempre dal sopracitato Thutmose III che, per lo scontro definitivo contro Mittani, fece prima costruire una flotta da guerra a Biblo, poi la fece trasportare via terra fino all'Eufrate sfruttando a quel punto il grande fiume, già confine naturale con il pericoloso vicino mediorientale, per colpire su e giù i confini mittanici e preparare il campo per la definitiva sconfitta dell'impero mesopotamico.

### Combattimento marittimo

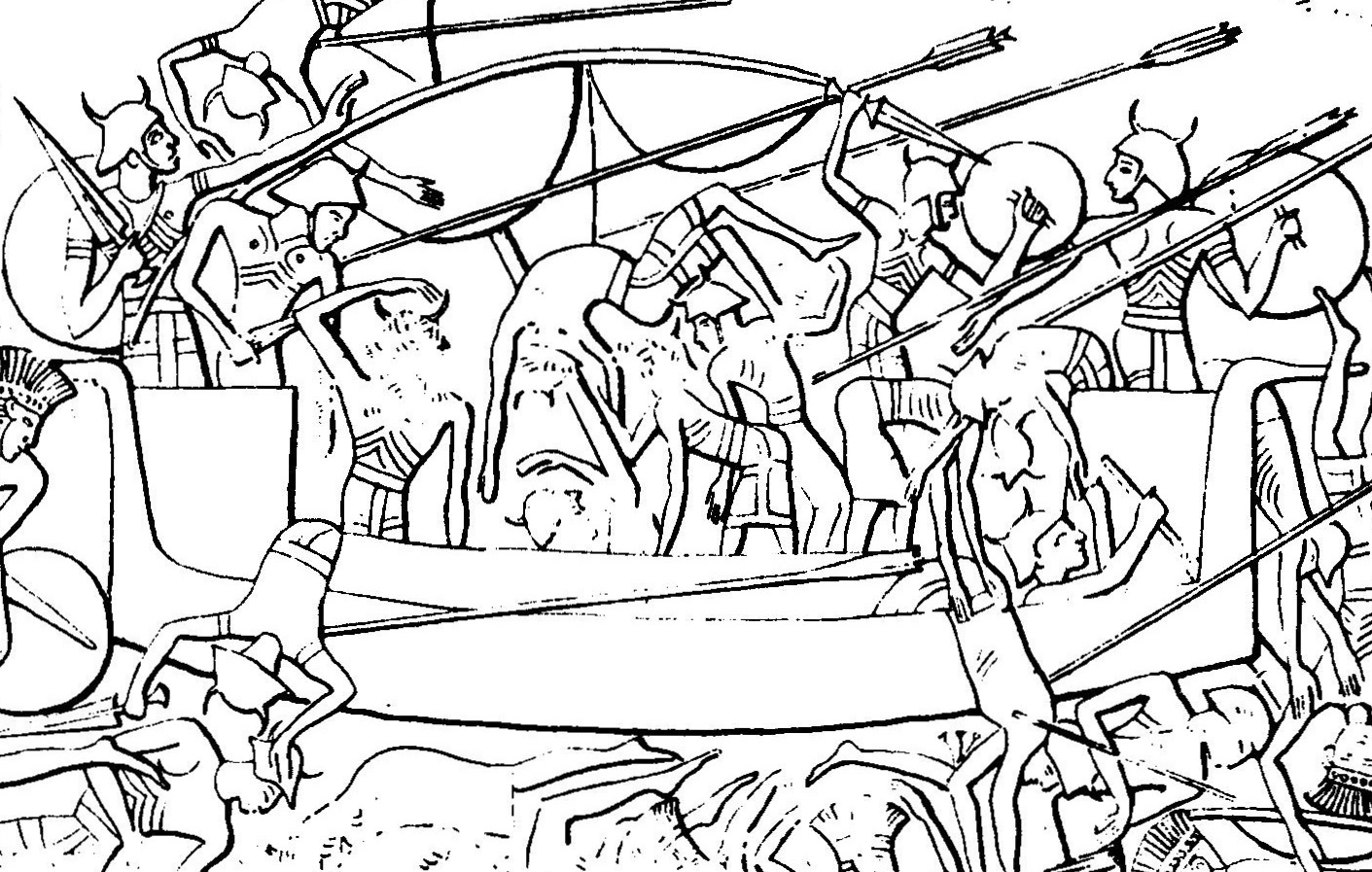
Una nave dei Popoli del Mare (shardana stando all'equipaggiamento) flagellata dal tiro degli arcieri egizi - ill. dai rilievi del tempio di Medinet Habu.

La guerra navale vera e propria venne praticata dai faraoni probabilmente solo durante il Nuovo Regno, quando la marineria egizia raggiunse il suo apice nella lotta contro i Popoli del mare, come testimoniatoci dai sopracitati rilievi di Medinet Habu, dove gli egizi abbordano le navi dei nemici armati di lancia, scudo e scure. Grande assente nella panoplia degli egizi era la spada a lama lunga tipica invece di alcuni loro nemici di ben nota tradizione marinaresca come gli Shardana, parte dei Popoli del Mare.
L'abbordaggio vero e proprio era eseguito dagli egizi ricorrendo agli appositi rampini (mancavano ancora strumenti più sofisticati come il corvo della flotta romana) e preceduto dall'immancabile scambio di proiettili facilitato dalle ridotte dimensioni delle navi dei faraoni capaci d'ingaggiare il nemico e disimpegnarsi rapidamente.
Come anticipato, prima del Nuovo Regno, le operazioni navali egizie avvenivano quasi certamente non in alto mare ma solo sotto costa o lungo il Nilo, in un teatro bellico che dobbiamo considerare decisamente ostile al combattimento marittimo propriamente detto: anche le grandi operazioni anfibie di Thutmose III, quando coinvolsero scontri tra natanti (es. durante l'attraversamento dell'Eufrate per attaccare Mittani), si consumarono in un teatro fluviale e non propriamente marittimo. Considerazioni tattiche basate sulla Battaglia del Delta del Nilo (v.si seguito) portano poi taluni storici a ritenere che, stante lo sviluppo in Egitto di una marineria vera e propria nel corso del Nuovo Regno, i generali egizi seguitassero a diffidare dello scontro corpo a corpo in mare aperto, prediligendo lo scontro a distanza, con arco ed altri proiettili, laddove invece i nemici, come i sopracitati shardana puntavano la risoluzione dello scontro navale sull'abbordaggio ed il corpo a corpo.

## Famose battaglie navali dell'Antico Egitto

### Campagna per la conquista di Avaris

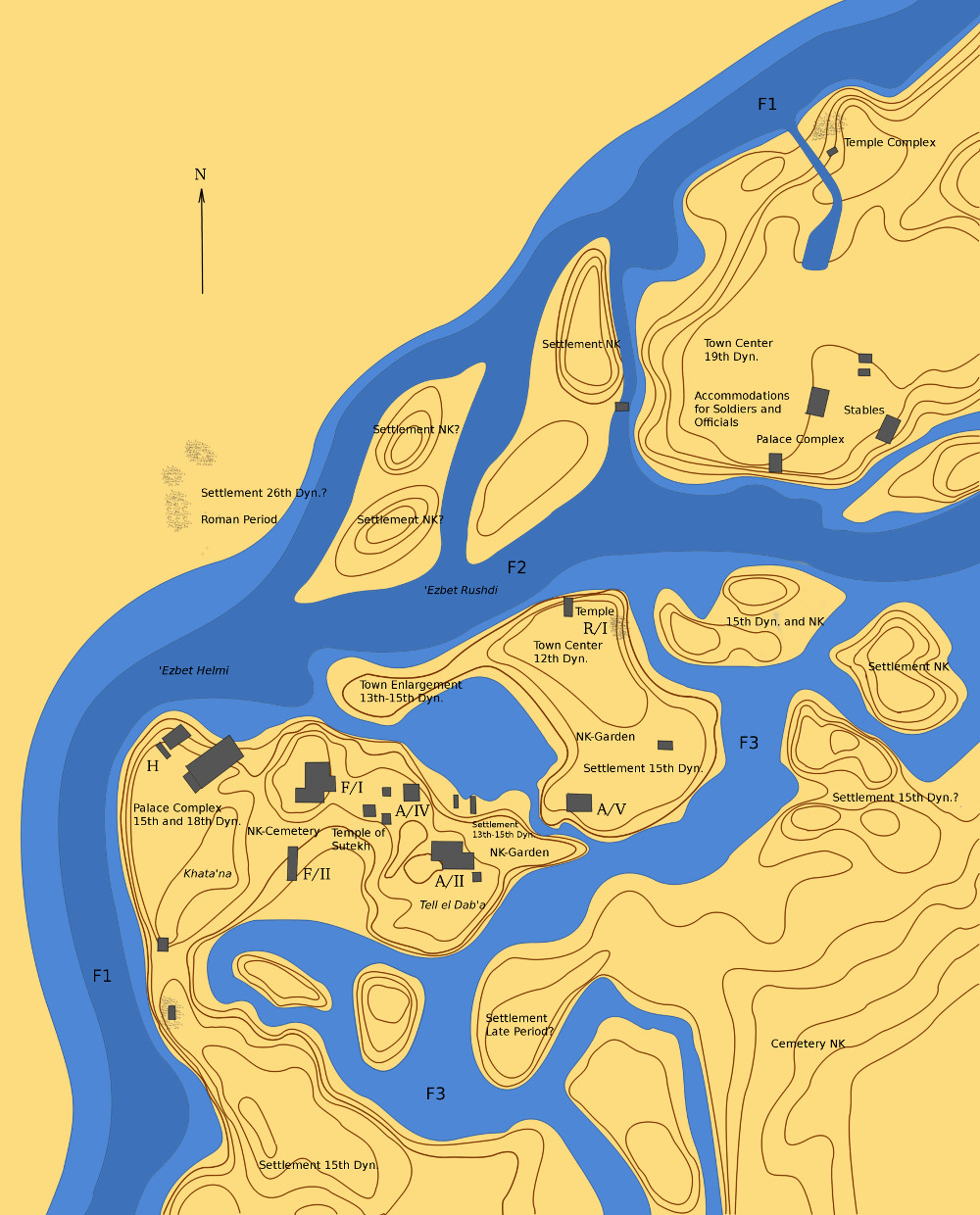
Mappa del sito di Avaris.

Dopo anni di pace con gli Hyksos semiti stanziatisi nel Delta durante il Secondo periodo intermedio, il faraone Seqenenra Ta'o (r. 1558–1555?) della XVII Dinastia di Tebe avviò la contesa con gli asiatici per riconquistare i nomi settentrionali. Delle prime battute di questo scontro, nulla sapiamo, tranne che il faraone morì in battaglia. Fu suo figlio Kamose (r. 1555–1550?) a segnare i primi vittoriosi passi della riscossa egizia: salpò da Tebe con l'esercito e puntò verso il territorio hyksos; occupò Nefrusy, sbarcandovi un distaccamento di medjay, e raggiunse Cinopoli, senza però giungere nella capitale nemica di Avaris (seppur si vantò d'averlo fatto). Avanzando lungo il Nilo, il faraone adottò un'interessante tattica di guerra anfibia: occupò e razziò villaggi e piccole città, mettendo invece sotto embargo le città più grandi e proterve semplicemente facendo terra bruciata dei centri immediatamente più a sud e a nord lungo il grande fiume. Contestualmente, per garantirsi che i nemici non potessero aggirarlo via terra, inviò un distaccamento di truppe nel deserto a distruggere Bahariya, lo snodo principale nella rotta carovaniera che correva nel deserto parallelamente al Nilo.

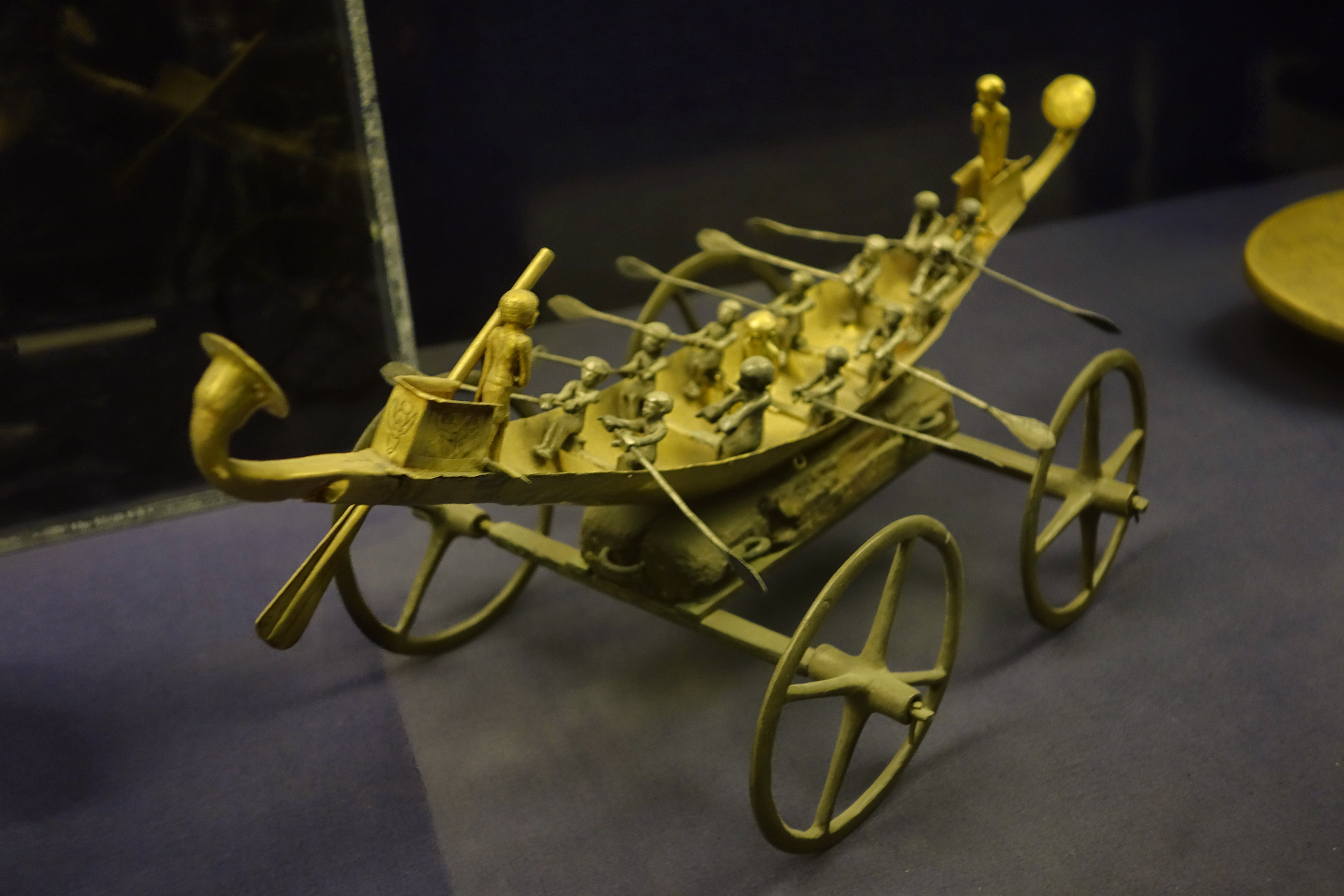
Nave votiva di Kamose

La morte prematura di Kamose, forse in battaglia, pose sul trono di Tebe Ahmose (r. 1550–1525?), probabilmente suo fratello minore. Il faraone-fanciullo fu affiancato da una reggenza e poté proseguire la guerra dichiarata dalla famiglia agli hyksos intorno al diciottesimo anno del suo regno. L'effettiva sequenza dei fatti non è nota ma l'incrocio d'informazioni tra due fonti, il Papiro di Rhind (inv. p10057-10058 del British Museum) e l'autobiografia funeraria del sopracitato Ahmose figlio di Abana ad El-Kab (attuale Nekheb), un militare di carriera che principiò come marinaio-soldato della flotta del faraone, ci permettono di identificarne gli eventi salienti. Avaris (attuale Tell el-Dab'a), la capitale hiksos nel Delta, era una città lagunare la cui conquista poteva essere effettuata solo coordinando operazioni anfibie. Ahmose anzitutto entrò nella paludosa regione deltizia in luglio, occupando Eliopoli, poi si portò ad oriente e, in ottobre, conquistò Tjaru, la principale fortificazione di confine sulla Strada di Horus che collegava l'Egitto a Canaan. Ahmose stava facendo sua la tattica di suo fratello Kamose, ponendo la ben difesa città che costituiva il suo vero, ostico obiettivo sotto embargo sia tramite operazioni anfibie sia tramite rapide incursioni via terra. Il faraone ebbe ragione di Avaris dopo quattro distinti attacchi (anfibi) dei quali Ahmose figlio di Abana ci lasciò vivida testimonianza diretta: 
(Ahmose figlio di Abana, autobiografia funeraria)
Forte di questo successo, Ahmose avrebbe fondato la XVIII Dinastia.

### La guerra contro i Popoli del Mare

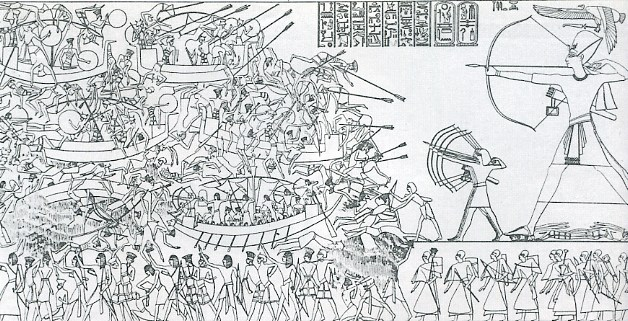
La Battaglia del Delta del Nilo - rilievo presso il tempio di Medinet Habu.

Questa è forse la più famosa guerra egizia che coinvolse pesantemente la forza navale dell'impero, nonché la prima ad essere ben documentata graficamente grazie ai sopracitati rilievi del tempio eretto dal faraone Ramses III a Medinet Habu per celebrare la sua vittoria contro la confederazione-pirata che terrorizzò le coste del Mediterraneo orientale al volgere dell'Età del Bronzo.
Ramses III affrontò inizialmente i nemici sul più congeniale campo di battaglia terrestre, sconfiggendoli in Siria nella battaglia di Djahy, poi ripiegò in Egitto ov'erano già stati completati i preparativi per respingere l'assalto degli invasori. Secondo le iscrizioni di Medinet Habu, Ramses guardò il mare e trovò una flotta brulicante di nemici che minacciavano la fine del suo regno. Il faraone allineò sulle rive del Delta schiere d'arcieri per osteggiare lo sbarco nemico, poi, conscio che sarebbe stato sconfitto in una battaglia in mare aperto, attirò le navi degli invasori nella bocca del Nilo, ove attendeva, in agguato, la flotta egizia. Le navi di Ramses schiacciarono quelle nemiche contro la riva, mentre gli arcieri del faraone, sia a terra sia sulle navi, scaricavano migliaia di frecce contro gl'invasori. Le navi dei Popoli del Mare furono rovesciate e molti invasori furono uccisi o catturati.
Nelle iscrizioni, Ramses proclama:
(Ramses III, iscrizione del tempio di Medinet Habu)
(Idem)
Il materiale di Medinet Habu permette agli storici talune considerazioni di confronto tra la flotta dei Popoli del Mare e la flotta egizia: anzitutto è evidente la differente tecnologia nautica tra le navi d'alto bordo degli invasori e quelle più basse e piccole del faraone; in secondo luogo, l'efficacia della tattica mordi e fuggi dei natanti di Ramses, carichi d'arcieri, unitamente alla palesata riluttanza del faraone a cercare lo scontro diretto, in mare aperto, con il nemico, porta taluni a ritenere che la tattica dei Popoli del Mare si focalizzasse sull'abbordaggio e sul combattimento corpo a corpo invece che sul combattimento a distanza con l'arco ed altri strumenti a propulsione.

## Conclusioni
Tradizionalmente considerati una potenza di terraferma, gli egizi furono ciò non di meno da sempre, obbligatoriamente, capaci interpreti della guerra anfibia nel teatro domestico delle acque nilotiche. La necessità di sviluppare competenze marinare per contenere l'aggressione dei Popoli del Mare al Collasso dell'Età del Bronzo e per supportare il sogno imperialistico mediorientale dei faraoni del Nuovo Regno costituì certamente una sfida che le forze dei faraoni seppero però affrontare e superare con successo. Le navi egizie seppero dunque, nei secoli, fornire trasporto, supporto logistico e supporto tattico sia che si trovassero a navigare lungo il Nilo sia lungo le coste del Levante o del Mar Rosso. In ultima analisi, la marina fu certamente parte integrante dell'establishment che permise alla civiltà egizia di continuare nel suo stile di vita fino al suo lento declino finale.
Recenti studi hanno poi teso a riconoscere alla marina militare dei faraoni un'importante serie di primati. Essa fu la prima a condurre operazioni "congiunte", ad utilizzare la manovra come approccio alla guerra marittima, a condurre operazioni di proiezione della potenza marittima in terre straniere, a porre sotto embargo una roccaforte nemica e a condurre operazioni anfibie.

### Esplicative
1. ↑  Gli egittologi Watson Mills e Roger Bullard sono giunti addirittura ad ipotizzare che, durante l'Antico ed il Medio Regno, Biblo possa essere stata addirittura una colonia dell'Egitto - (EN) Watson E. Mills e Roger Aubrey Bullard, Mercer dictionary of the Bible, Mercer University Press, 1990,  pp. 124 e s., ISBN 978-0-86554-373-7. URL consultato l'8 luglio 2011.

### Bibliografiche
1. 1 2 3 4  Gilbert 2008.
2. 1 2 3  Emanuel 2020, pp. 55-58.
3. ↑  Emanuel 2020, pp. 47-51.
4. 1 2 3 4 5 6  Shaw 1991, cap. 7.
5. 1 2 3  Emanuel 2020, pp. 43-44.
6. 1 2 3  Steindorff e Seele 1942, p. 21.
7. ↑  Faulkner 1941, p. 4.
8. 1 2 3 4 5  Faulkner 1941, p. 1.
9. ↑  (EN) Samuel Mark, Graphical Reconstruction and Comparison of Royal Boat Iconography from the Causeway of the Egyptian King Sahure (c. 2487–2475 BC), in International Journal of Nautical Archaeology, vol. 42, n. 2, 2013,  pp. 270-285, DOI:10.1111/1095-9270.12015.
10. ↑  (EN) André J. Veldmeijer [et al.], The "Rope Cave" at Mersa/Wadi Gawasis, in Journal of the American Research Center in Egypt, vol. 44, American Research Center in Egypt, 2008,  pp. 9-39, JSTOR 27801620.
11. 1 2 3 4 5  (EN) F.D.P. Wicker, The road to Punt, in The Geographical Journal, vol. 164, n. 2, The Royal Geographical Society (with the Institute of British Geographers), 1998,  pp. 155-167, DOI:10.2307/3060367, JSTOR 3060367.
12. ↑  Faulkner 1941, p. 6.
13. ↑  (EN) The Cairo Dahshur Boats (PDF), su core.ac.uk (archiviato dall'url originale il 7 maggio 2021).
14. ↑  Grimal 1998, p. 229.
15. 1 2  Landström 1970, p. 24.
16. ↑  (EN) William K. Simpson, 1965 Papyrus Reisner II. Accounts of the Dockyard Workshop at This in the Reign of Sesostris I. Transcription and commentary, Boston.
17. ↑  (DE) R. Klemm, D. Klemm e Murr A., Zur Lage und Funktion von Hafenanlagen an den Pyramiden des Alten Reiches, in SÄK, n. 26, 1998,  pp. 173-189.
18. ↑  Šichan 2011.
19. 1 2   Cinzia Dal Maso, Egitto - scoperto il porto di Cheope è il più antico del mondo, in La Repubblica, 22 aprile 2013,  p. 47.
20. ↑  (EN) Pierre Tallet, Ayn Sukhna and Wadi el-Jarf: Two newly discovered pharaonic harbours on the Suez Gulf (PDF), collana British Museum Studies in Ancient Egypt and Sudan, vol. 18, 2012,  pp. 147-168, ISSN 2049-5021 (WC · ACNP). URL consultato il 21 aprile 2013.
21. ↑  Grimal 1998, p. 167.
22. ↑  (EN) Louise Bradbury, Reflections on Traveling to "God's Land" and Punt in the Middle Kingdom, in Journal of the American Research Center in Egypt, vol. 25, 1988,  pp. 127-56, DOI:10.2307/40000875, JSTOR 40000875.
23. 1 2 3  (EN) Kathryn A. Bard e Rodolfo Fattovich, The Middle Kingdom Red Sea Harbor at Mersa/Wadi Gawasis, in Journal of the American Research Center in Egypt, vol. 47, American Research Center in Egypt, 2011,  pp. 105-129, JSTOR 24555387.
24. ↑   Vincenzo Mistrini, Gli assiri : la prima superpotenza dell'Oriente Antico, Gorizia, LEG, 2022.
25. ↑  (EN) William L. Moran, The Amarna Letters, Baltimora, Johns Hopkins University Press, 1992, ISBN 978-0801867156.
26. ↑   Mario Liverani, Le lettere di el-Amarna, 2 v., Brescia, Paideia, 1998-1999.
27. ↑  Šichan 2011, pp. 107-110.
28. ↑  Grimal 1998, p. 212.
29. ↑  Emanuel 2020, p. 41.
30. ↑  Cottrell 1968, pp. 34-37 e 51-52.
31. 1 2  (FR) J. Vandier, Manuel d´Archeologie égyptienne. Tome V. Bas-reliefs et peintures. Scenes de la vie quotidienne, Parigi, 1969,  pp. 696, 711, 728, 791 e 896.
32. ↑  Per una summa, v.si Wachsmann 2009, pp. 39-162.
33. ↑  Grimal 1998, p. 68.
34. ↑  Wachsmann 2009, p. 32.
35. ↑  Grimal 1998, p. 78.
36. ↑  (EN) Robert Eisler e W.L. Hildburgh, The Passion of the Flax, in Folklore, vol. 61, n. 3, Taylor & Francis Ltd., 1950,  pp. 114-133, DOI:10.1080/0015587X.1950.9717999, JSTOR 1257742.
37. 1 2  Emanuel 2020, p. 44.
38. ↑  Grimal 1998, pp. 181-183.
39. ↑   Aldo Troisi (a cura di), Favole e racconti dell'Egitto faraonico, Milano, Xenia, 1991.
40. ↑  Healy 2005, pp. 27-28.
41. ↑  Wachsmann 2009, p. 163.
42. ↑  (EN) Eric Marx, Egyptian shipping of the Eighteenth and Nineteenth Dynasties, in The Mariner's Mirror, n. 32, 1946,  pp. 21-34.
43. 1 2  Emanuel 2020, p. 46.
44. ↑  (EN) Brian Yare, The Middle Kingdom Egyptian Fortresses in Nubia, su yare.org, 2001. URL consultato il 27 gennaio 2024 (archiviato dall'url originale il 15 aprile 2003).
45. ↑  (EN) A. W. Lawrence, Ancient Egyptian Fortifications, in The Journal of Egyptian Archaeology, vol. 51, 1965,  pp. 69-94, DOI:10.2307/3855621, ISSN 0307-5133 (WC · ACNP), JSTOR 3855621.
46. ↑  Steindorff e Seele 1942, p. 34.
47. ↑  Cottrell 1968, p. 68.
48. ↑  (EN) James H. Breasted, Ancient Times: A History of the Early World; An Introduction to the Study of Ancient History and the Career of Early Man, Outlines of European History, n. 1, Boston, Ginn and Company, 1914,  p. 85.
49. ↑  Grimal 1998, p. 234.
50. ↑  Wachsmann 2009, p. 237 e s.
51. 1 2  Cimmino 1994.
52. ↑  (EN) Ian Speller e Christopher Tuck, Amphibious warfare, Strategy and tactics series, Spellmount, 2001,  p. 7.
53. ↑  (EN) Ancient Egyptian Culture: Paleolithic Egypt, su Emuseum, Minnesota, Minnesota State University. URL consultato il 13 aprile 2012 (archiviato dall'url originale il 1º giugno 2010).
54. 1 2 3 4 5  (EN) Eric Marx, The First Recorded Sea Battle, in The Mariner's Mirror, n. 32, 1946,  pp. 242-251.
55. ↑  Grimal 1998, p. 235.
56. ↑  Faulkner 1946.
57. 1 2  Cottrell 1968, p. 126.
58. ↑  (EN) Donald B. Redford, The Wars in Syria and Palestine of Thutmose III, Culture and History of the Ancient Near East, n. 16, Leida, Brill, 2003, ISBN 978-90-04-12989-4.
59. ↑  (EN) Kim S.B. Ryholt, The Political Situation in Egypt during the Second Intermediate Period, Carsten Niebuhr Institute Publications (Museum Tusculanum Press), 1997, ISBN 87-7289-421-0.
60. ↑  (EN) T.G.H. James, Egypt: From the Expulsion of the Hyksos to Amenophis I, a cura di I.E.S. Edwards [et al.], The Cambridge Ancient History, vol. 2.1, Cambridge University Press, 1965.
61. 1 2  (EN) Donald B. Redford, History and Chronology of the Eighteenth Dynasty of Egypt: Seven Studies, Toronto, 1967.
62. ↑  Edwards et al. 1965, p. 291.
63. 1 2  Ryholt 1997, pp. 172-175.
64. 1 2  Spralinger 2005, p. 3.
65. 1 2  Steindorff e Seele 1942, p. 31.
66. ↑  Grimal 1998, p. 211.
67. ↑  Cottrell 1968, p. 64 e s.
68. ↑  Trad. in Grimal 1998, p. 212.
69. ↑  Grimal 1998, p. 213.
70. ↑  Wachsmann 2009, p. 163 e s.
71. ↑  Trad. in (EN) James H. Breasted, Extracts from Medinet Habu inscription, 1906,  p. iv.§§65-66.
72. ↑  Emanuel 2020, pp. 63-65.